# Вареники з гречкою та сиром
Вареники з гречкою та сиром — українська страва з бездріжджового тіста з пшеничного борошна, та гречано-сирної начинки. Поширена на Волині.

## Приготування

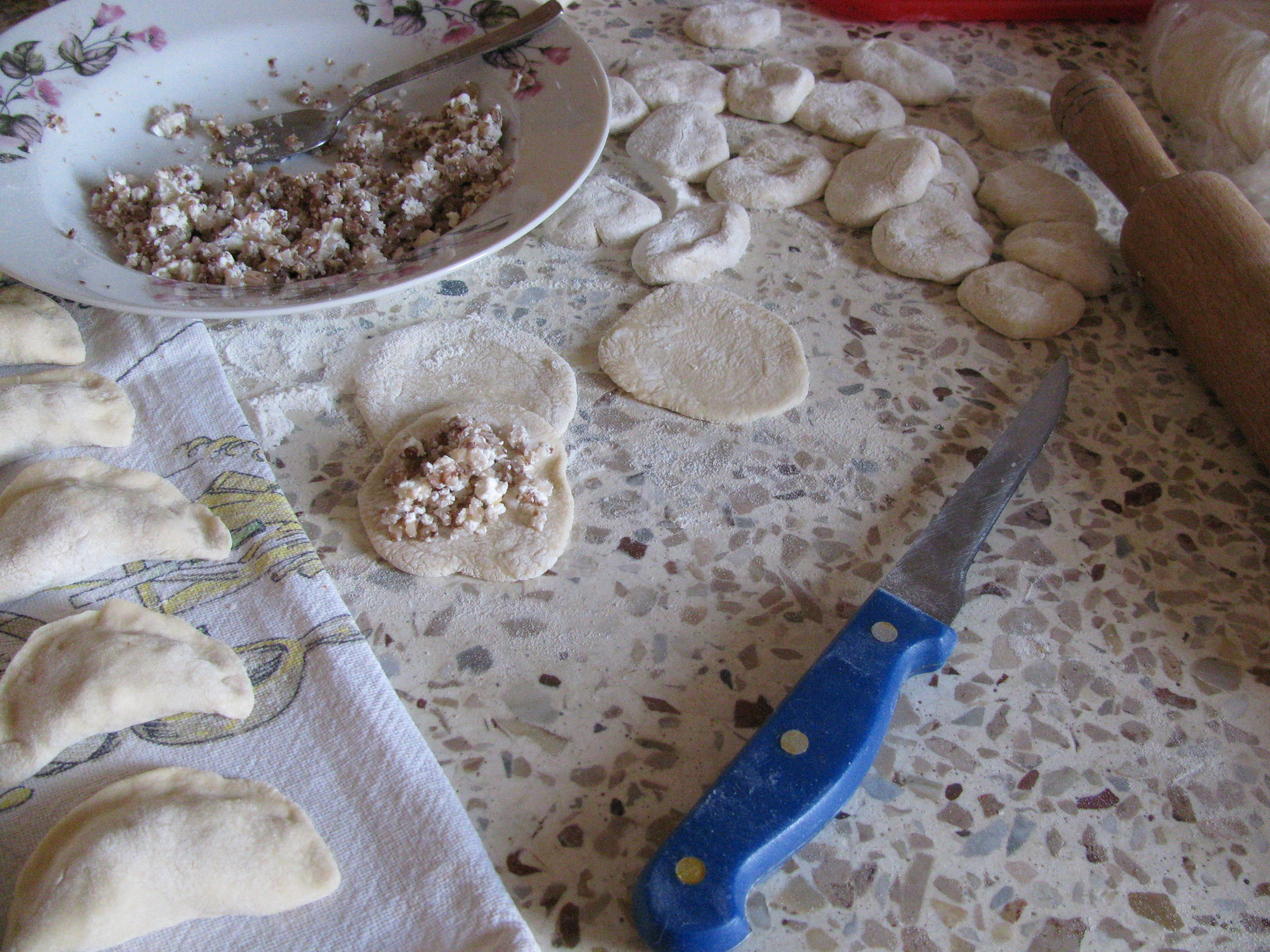
Приготування вареників з начинкою з гречки та домашнього сиру

Як і всі оспівані в українському фолькльорі вареники, ці ліплені зручним для вас способом, відварені в підсоленій воді, а коли випливуть, нехай ще варяться ті дві хвилини вироби, для приготування яких потрібно[виправити стиль]:
- для тіста беруть 350—400 грам борошна, склянку води, яйце, 2-3 столові ложки олії, сіль, замішують тісто і залишають у спокої мінімум на 30 хвилин.[2]
- для начинки: 700 г відвареної гречки, 300 г кисломолочного сиру, трохи солі.[2] У відварену гречку додається жирний сир, інгредієнти добре перемішують (в тому числі картопледавкою або можна пропустити через м'ясорубку) і начиняють вареники.[3]

Робочу поверхню припорошують невеликою кількістю борошна і розкатують на ній тісто, поки воно не утворить тонкий лист. За допомогою склянки з тіста вирізають кружечки. У центр кожного кружальця кладуть чайну ложку начинки. Після цього краї кола тіста загинають на начинку, складуючи їх поверх начинки і притискаючи краї вареника пальцями. Продовжують ліпити вареники поки не будуть використані всі вирізані кружальця, потім збирають все тісто, що залишилося, формують з тіста кулю і знову розкатують в тонкий пласт тіста. Весь процес повторюється до тих пір, поки не закінчиться все тісто або начинка.
Наповнюють велику каструлю приблизно на три чверті водою, добре солять і доводять воду до кипіння. Декілька вареників опускають у воду і варять їх на середньому вогні приблизно 3-4 хвилини або поки вони не піднімуться на поверхню води. З поверхні води їх виловлюють і акуратно кладуть в миску або на велику тарілку. Щоб вареники не злипалися один до одного, додають трохи вершкового масла або олії, і процес повторюється з наступною групою вареників.
Готову страву подають з мачанкою, або присмачують розтопленим маслом чи цибулею, підсмаженою на смальці зі шкварками чи олії.